# Oxyopes royi
Oxyopes royi là một loài nhện trong họ Oxyopidae.
Loài này thuộc chi Oxyopes. Oxyopes royi được Carl Friedrich Roewer miêu tả năm 1961.